# Teddy Brown

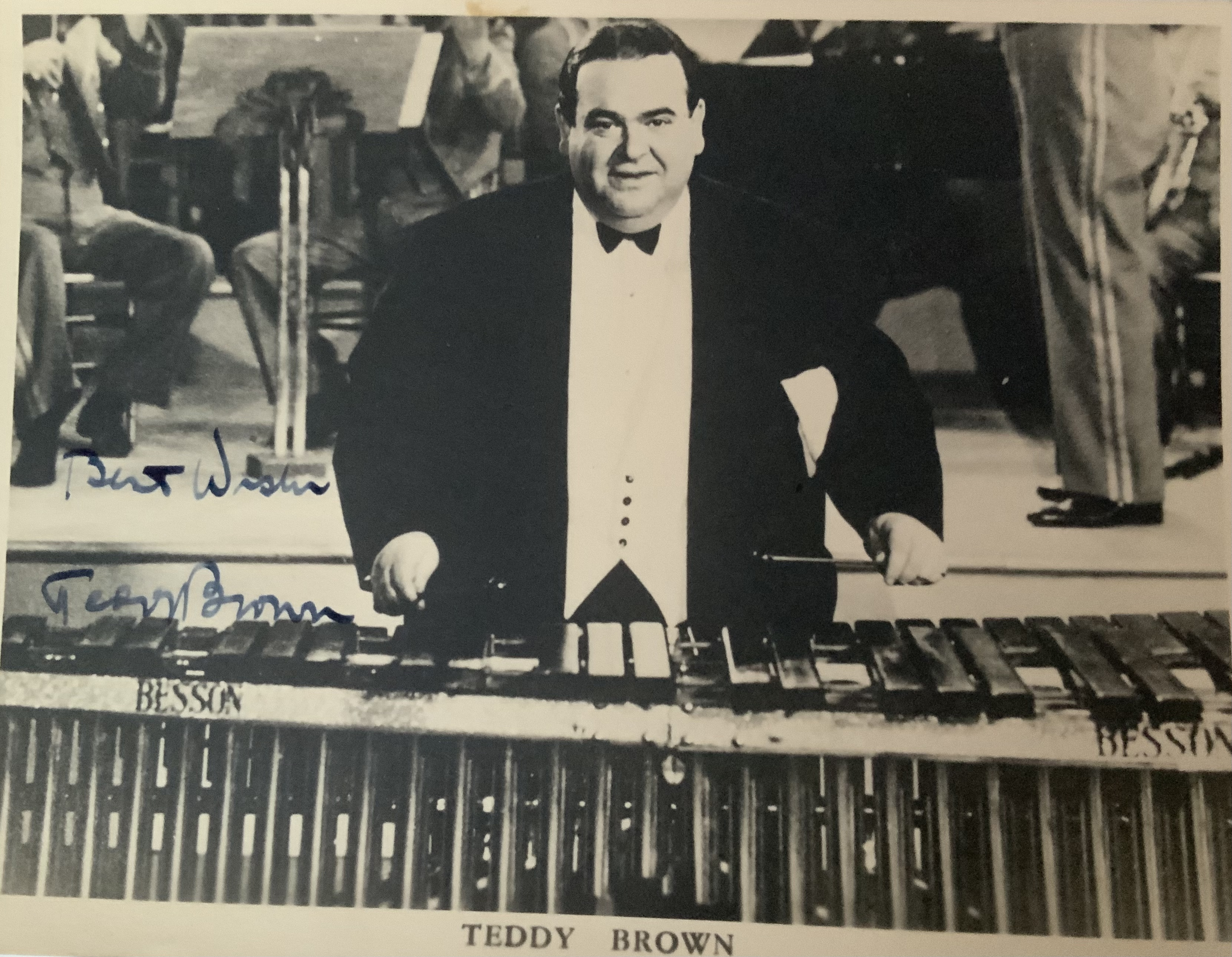
Teddy Brown (1939)

Teddy Brown (* 25. Mai 1900 in New York als Abraham Himmelbrand; † 29. April 1946 in London) war ein US-amerikanischer Unterhaltungskünstler und Musiker, der viele Instrumente beherrschte. Sein Spitzname war The World's Greatest Xylophonist.

## Leben und Werk
Sein erstes Engagement erhielt er als 15-jähriger beim New York Philharmonic-Symphony Orchestra, wo er vier Jahre die Pauken spielte. 1919 wechselte er zur Unterhaltungsmusik. Er kam zu Joseph C. Smith (1883–1965) und dessen Tanzorchester, wo er auch das Xylophon spielen lernte. Bekanntheit erlangte er vor allem als Schlagzeuger und im Julius Lenzbergs Riverside Theatre Orchestra und mit Lenzbergs Band mit seinem virtuosen Xylophon-Spiel.
1926 kam er nach London, wo er den Pianisten Leslie Hutchinson kennen lernte, mit dem er lange Zeit gemeinsam auftrat. Später betreute sie der gleiche Agent Charles Tucker. Er formte seine eigene Band und trat häufig als Solist auf, sowohl auf der Bühne als auch im Radio. Seit den frühen 1930er Jahren spielte er gelegentlich auch in Filmen mit wie beispielsweise in Elstree Calling. Die darin aufgezeichneten Witze über Schwarze und Juden erscheinen heute zusammen mit der Ausstattung und den Charlot Girls der Tanzparade wie eine Zeitkapsel längst vergangener Unterhaltungs-Revueen. Im Alter von 45 Jahren starb der fast 200 kg schwere Musiker nach einem Konzert im Wolverhampton Hippodrome an einem Herzinfarkt. Er wurde auf dem Friedhof Golders Green in London Borough of Barnet bestattet. Er und seine Frau Sophie, geb. Inselberg, hatten zwei Kinder.